# Nephelistis perfurva
Nephelistis perfurva är en fjärilsart som beskrevs av Dyar 1915. Nephelistis perfurva ingår i släktet Nephelistis och familjen nattflyn. Inga underarter finns listade i Catalogue of Life.